# Badminton 2010
Höhepunkte des Badmintonjahres 2010 waren die Weltmeisterschaft, der Thomas Cup und der Uber Cup.
== Höhepunkte ==
- 16. Februar bis 21. Februar – In Warschau finden die 3. Mannschafts-Europameisterschaften der Männer und Frauen statt. Bei den Männern gelingt dabei der Mannschaft Dänemarks der dritte Triumph in Folge. Die Dänen gewinnen vor Polen und der Ukraine. Das Turnier der Frauen gewinnt ebenfalls Dänemark. Die Frauen Russlands und Deutschlands belegen die Plätze zwei und drei.
- 9. bis 14. März – All England Super Series 2010 in Birmingham. Je zwei Titel nach Dänemark und China, doch den Sieg in der Königsdisziplin holt sich Lee Chong Wei aus Malaysia.
- 14. April bis 18. April – Badminton-Europameisterschaft 2010 in Manchester. Dänemark gewinnt vier von fünf Wettbewerben. Europameister im Einzel werden Peter Gade (Dänemark), der im Finale seinen Landsmann Jan Ø. Jørgensen schlägt (21:14, 21:11). Bei den Frauen gewinnt die Dänin Tine Rasmussen in drei Sätzen im Finale gegen die Deutsche Juliane Schenk.
- 9. bis 16. Mai 2010 – Thomas Cup 2010 und Uber Cup 2010 in Kuala Lumpur. Bei den Herren gewinnt China den Mannschaftstitel, bei den Damen überraschend Südkorea.
- 23. bis 29. August 2010 – Badminton-Weltmeisterschaft 2010 in Paris. China gewinnt alle fünf möglichen Titel.

== BWF Super Series ==
| Veranstaltung              | Herreneinzel     | Dameneinzel    | Herrendoppel                 | Damendoppel                                       | Mixed                                       |
| -------------------------- | ---------------- | -------------- | ---------------------------- | ------------------------------------------------- | ------------------------------------------- |
| Korea Super Series         | Lee Chong Wei    | Wang Shixian   | Jung Jae-sung Lee Yong-dae   | Cheng Shu Zhao Yunlei                             | He Hanbin Yu Yang                           |
| Malaysia Super Series      | Lee Chong Wei    | Wang Xin       | Koo Kien Keat Tan Boon Heong | Du Jing Yu Yang                                   | Tao Jiaming Zhang Yawen                     |
| All England Super Series   | Lee Chong Wei    | Tine Rasmussen | Lars Paaske Jonas Rasmussen  | Du Jing Yu Yang                                   | Zhang Nan Zhao Yunlei                       |
| Swiss Super Series         | Chen Jin         | Wang Shixian   | Ko Sung-hyun Yoo Yeon-seong  | Tian Qing Yu Yang                                 | Lee Yong-dae Lee Hyo-jung                   |
| Singapur Super Series      | Sony Dwi Kuncoro | Saina Nehwal   | Fang Chieh-min Lee Sheng-mu  | Shinta Mulia Sari Yao Lei                         | Thomas Laybourn Kamilla Rytter Juhl         |
| Indonesia Super Series     | Lee Chong Wei    | Saina Nehwal   | Fang Chieh-min Lee Sheng-mu  | Lee Hyo-jung Kim Min-jung                         | Robert Mateusiak Nadieżda Zięba             |
| China Masters Super Series | Lin Dan          | Wang Xin       | Fu Haifeng Cai Yun           | Wang Xiaoli Yu Yang                               | Tao Jiaming Tian Qing                       |
| Japan Super Series         | Lee Chong Wei    | Jiang Yanjiao  | Cai Yun Fu Haifeng           | Wang Xiaoli Yu Yang                               | Zhang Nan Zhao Yunlei                       |
| Denmark Super Series       | Jan Ø. Jørgensen | Wang Yihan     | Mathias Boe Carsten Mogensen | Miyuki Maeda Satoko Suetsuna                      | Thomas Laybourn Kamilla Rytter Juhl         |
| French Super Series        | Taufik Hidayat   | Wang Yihan     | Mathias Boe Carsten Mogensen | Duanganong Aroonkesorn Kunchala Voravichitchaikul | Sudket Prapakamol Saralee Thungthongkam     |
| China Open Super Series    | Chen Long        | Jiang Yanjiao  | Jung Jae-sung Lee Yong-dae   | Cheng Shu Zhao Yunlei                             | Tao Jiaming Tian Qing                       |
| Hong Kong Super Series     | Lee Chong Wei    | Saina Nehwal   | Ko Sung-hyun Yoo Yeon-seong  | Wang Xiaoli Yu Yang                               | Joachim Fischer Nielsen Christinna Pedersen |
| BWF Super Series Finale    | Lee Chong Wei    | Wang Shixian   | Carsten Mogensen Mathias Boe | Wang Xiaoli Yu Yang                               | Zhang Nan Zhao Yunlei                       |

== BWF Grand Prix ==
| Veranstaltung       | Herreneinzel            | Dameneinzel       | Herrendoppel                         | Damendoppel                                       | Mixed                                   |
| ------------------- | ----------------------- | ----------------- | ------------------------------------ | ------------------------------------------------- | --------------------------------------- |
| India Open          | Alamsyah Yunus          | Saina Nehwal      | Fairuzizuan Tazari Zakry Abdul Latif | Yao Lei Shinta Mulia Sari                         | Valiyaveetil Diju Jwala Gutta           |
| Malaysia Open GPG   | Lee Chong Wei           | Yip Pui Yin       | Hendra Setiawan Markis Kido          | Duanganong Aroonkesorn Kunchala Voravichitchaikul | Devin Lahardi Fitriawan Liliyana Natsir |
| Macau Open          | Lee Chong Wei           | Li Xuerui         | Ko Sung-hyun Yoo Yeon-seong          | Cheng Wen-hsing Chien Yu-chin                     | Tontowi Ahmad Liliyana Natsir           |
| Chinese Taipei Open | Simon Santoso           | Cheng Shao-chieh  | Jung Jae-sung Lee Yong-dae           | Kim Min-jung Lee Hyo-jung                         | Hendra Gunawan Vita Marissa             |
| Bitburger Open      | Chen Long               | Liu Xin           | Mathias Boe Carsten Mogensen         | Pan Pan Tian Qing                                 | Zhang Nan Zhao Yunlei                   |
| German Open         | Bao Chunlai             | Wang Xin          | Chai Biao Zhang Nan                  | Ma Jin Wang Xiaoli                                | Yohan Hadikusumo Wiratama Tse Ying Suet |
| Russian Open        | Takuma Ueda             | Ayane Kurihara    | Vladimir Ivanov Ivan Sozonov         | Valeria Sorokina Nina Vislova                     | Alexandr Nikolaenko Valeria Sorokina    |
| Australia Open      | Nguyễn Tiến Minh        | Seo Yoon-hee      | Hiroyuki Endo Kenichi Hayakawa       | Kim Min-seo Lee Kyung-won                         | Cho Gun-woo Kim Min-seo                 |
| Canadian Open       | Taufik Hidayat          | Zhu Lin           | Fang Chieh-min Lee Sheng-mu          | Cheng Wen-hsing Chien Yu-chin                     | Lee Sheng-mu Chien Yu-chin              |
| US Open             | Rajiv Ouseph            | Zhu Lin           | Fang Chieh-min Lee Sheng-mu          | Cheng Wen-hsing Chien Yu-chin                     | Michael Fuchs Birgit Overzier           |
| Vietnam Open        | Chen Yuekun             | Ratchanok Intanon | Mohammad Ahsan Bona Septano          | Ma Jin Zhong Qianxin                              | He Hanbin Ma Jin                        |
| Dutch Open          | Sho Sasaki              | Juliane Schenk    | Hirokatsu Hashimoto Noriyasu Hirata  | Valeria Sorokina Nina Vislova                     | Alexandr Nikolaenko Valeria Sorokina    |
| Indonesia GPG       | Taufik Hidayat          | Ratchanok Intanon | Mohammad Ahsan Bona Septano          | Luo Ying Luo Yu                                   | Tontowi Ahmad Liliyana Natsir           |
| Korea GP            | Bao Chunlai             | Liu Xin           | Jung Jae-sung Lee Yong-dae           | Jung Kyung-eun Yoo Hyun-young                     | Yoo Yeon-seong Kim Min-jung             |
| India GP            | Dionysius Hayom Rumbaka | Zhou Hui          | Mohammad Ahsan Bona Septano          | Xia Huan Tang Jinhua                              | Liu Peixuan Tang Jinhua                 |

==Veranstaltungen==
| - 12. Januar – 17. Januar Korea Open - 14. Januar – 17. Januar Estonian International - 19. Januar – 24. Januar Malaysia Open - 21. Januar – 24. Januar Swedish International Stockholm - 2. März – 7. März German Open - 4. März – 7. März Croatian International - 9. März – 14. März All England - 16. März – 21. März Swiss Open - 18. März – 21. März Romanian International - 18. März – 21. März Mauritius International - 25. März – 28. März Polish Open - 26. März – 28. März Kenya International - 9. Mai – 16. Mai Thomas Cup und Uber Cup - 13. Mai – 16. Mai Slovenian International - 20. Mai – 23. Mai Spanish International - 26. Mai – 30. Mai Le Volant d’Or de Toulouse - 6. Juli – 11. Juli Malaysia Open Grand Prix Gold - 7. Juli – 17. Juli St. Petersburg White Nights - 13. Juli – 18. Juli Australian Open - 13. Juli – 18. Juli Canada Open | - 20. Juli – 25. Juli US Open - 27. Juli – 1. August Macau Open - 3. Oktober – 14. Oktober Commonwealth Games - 5. Oktober – 10. Oktober Vietnam Open - 6. Oktober – 9. Oktober Mongolia International - 7. Oktober – 10. Oktober Brazil International - 7. Oktober – 10. Oktober Bulgarian International - 12. Oktober – 17. Oktober Indonesia Open Grand Prix Gold - 14. Oktober – 17. Oktober Cyprus International - 19. Oktober – 24. Oktober Panamerikameisterschaft - 19. Oktober – 24. Oktober Dutch Open - 26. Oktober – 31. Oktober Denmark Open - 2. Dezember – 5. Dezember Welsh International - 6. Dezember – 12. Dezember Hong Kong Open - 9. Dezember – 12. Dezember Irish Open - 14. Dezember – 17. Dezember Italian International - 14. Dezember – 19. Dezember India Open Grand Prix - 20. Dezember – 23. Dezember Turkey International - 27. Dezember – 29. Dezember Copenhagen Masters |